# یواس‌اس کسانکوا (ای‌تی‌ای-۱۹۸)
یواس‌اس کسانکوا (ای‌تی‌ای-۱۹۸) (به انگلیسی: USS Keosanqua (ATA-198)) یک کشتی بود که طول آن ۱۴۳ فوت (۴۴ متر) بود. این کشتی در سال ۱۹۴۵ ساخته شد.